# 兴隆县
兴隆县是河北省承德市下辖的一个县。縣人民政府駐兴隆镇城西大街116号。

## 气候
年均气温7.8℃。

## 人口
截至2020年11月1日零時，根據承德市第七次人口普查數據，興隆縣常住人口為271628人，全縣共有家庭户107865户，集體户1284户，家庭户人口為264323人，集體户人口為7305人。平均每個家庭户的人口為2.45人，比2010年第六次全國人口普查減少0.96人。

## 行政区划
兴隆县下辖15个镇、3个乡、2个民族乡：
兴隆镇、半壁山镇、挂兰峪镇、青松岭镇、六道河镇、平安堡镇、北营房镇、孤山子镇、蓝旗营镇、雾灵山镇、李家营镇、大杖子镇、三道河镇、蘑菇峪镇、大水泉镇、南天门满族乡、八卦岭满族乡、陡子峪乡、上石洞乡和安子岭乡。

## 交通
- 112国道、 233国道过境。
- 234国道0公里起点。
- 京承铁路、京沈客运专线过境并设站。

### 交通站点
- 兴隆县站（普速铁路）
- 兴隆县西站（高速铁路）
- 兴隆县汽车客运站（位于兴隆镇黄酒馆村）